# Leichtathletik-Weltmeisterschaften 2013/Teilnehmer (Madagaskar)
| Gelbes Symbol für Goldmedaillen mit stilisierten Olympischen Ringen | Graues Symbol für Silbermedaillen mit stilisierten Olympischen Ringen | Braundes Symbol für Bronzemedaillen mit stilisierten Olympischen Ringen |
| ------------------------------------------------------------------- | --------------------------------------------------------------------- | ----------------------------------------------------------------------- |
| —                                                                   | —                                                                     | —                                                                       |

Der Leichtathletik-Verband Madagaskars stellte bei den Leichtathletik-Weltmeisterschaften 2013 in der russischen Hauptstadt Moskau eine Teilnehmerin und einen Teilnehmer.

## Ergebnisse

### Männer

#### Zehnkampf
| Athlet   | Disziplin | 100 m   | Weit- sprung | Kugel- stoßen | Hoch- sprung | 400 m      | 110 m Hürden | Diskus- wurf | Stabhoch- sprung | Speer- wurf | 1500 m | Punkte | Platz |
| -------- | --------- | ------- | ------------ | ------------- | ------------ | ---------- | ------------ | ------------ | ---------------- | ----------- | ------ | ------ | ----- |
| Ali Kamé | Ergebnis  | 11,48 s | 6,72 m SB    | 12,73 m       | 1,90 m SB    | 50,87 s SB | 15,20 s SB   | 36,86 m      | 4,20 m SB        | 65,76 m PB  | DNS    | DNF    | DNF   |
| Ali Kamé | Punkte    | 757     | 748          | 651           | 714          | 775        | 825          | 601          | 673              | 825         | -      | DNF    | DNF   |

### Frauen

#### Laufdisziplinen
| Athlet              | Disziplin | Vorlauf        | Vorlauf | Halbfinale         | Halbfinale         | Finale             | Finale             |
| Athlet              | Disziplin | Zeit           | Platz   | Zeit               | Platz              | Zeit               | Platz              |
| ------------------- | --------- | -------------- | ------- | ------------------ | ------------------ | ------------------ | ------------------ |
| Eliane Saholinirina | 1500 m    | 4:18,04 min SB | 36      | nicht qualifiziert | nicht qualifiziert | nicht qualifiziert | nicht qualifiziert |